# Euripide
terra di Macedonia; perché è il giusto fine della vita.
Padre della Grecia, Grecia, Atene; soprattutto le Muse
Ti è piaciuto e molti lo hanno elogiato.»
(Antologia Palatina, 7, 45)
Euripide (in greco antico: Εὐριπίδης?, Euripídēs, in latino Euripĭdēs; pronuncia: [eu̯.riː.ˈpi.dɛːs]; Salamina, 485 a.C. – Pella, 406 a.C.) è stato un drammaturgo greco antico.
È considerato, insieme a Eschilo e Sofocle, uno dei maggiori poeti tragici greci.

## Biografia
Nacque a Salamina intorno al 485 a.C., ma, secondo la tradizione, si fa risalire il suo giorno di nascita al giorno della famosa battaglia di Salamina per creare una linea di continuità tra i tre maggiori tragediografi greci (Eschilo fu combattente a Salamina, mentre Sofocle diresse il peana per la vittoria conseguita in tale circostanza).
Nacque da una famiglia ateniese rifugiata sull'isola per sfuggire ai Persiani e il suo nome verrebbe dall'Euripe, il canale dove si svolse la battaglia. Aristofane, comunque, suggerisce a più riprese nelle sue commedie la bassa estrazione sociale del poeta, confermata da Teofrasto: tuttavia, la sua cultura dimostra una educazione raffinata, acquisita dallo studio presso sofisti come Protagora, che non sarebbe stata possibile senza una condizione sociale agiata, come dimostrato anche dal fatto che avrebbe messo insieme una ricca biblioteca, una delle prime di cui si faccia menzione. Contemporaneo di Socrate, ne divenne amico.
Euripide si propose pubblicamente come tragediografo a partire dal 455 a.C.: la sua prima opera, Le Peliadi, ottenne il terzo premio. Divenne presto popolare, pur avendo ottenuto solo cinque vittorie, di cui una postuma: infatti Plutarco racconta, nella Vita di Nicia, come nel 413 a.C., dopo il disastro navale di Siracusa, i prigionieri ateniesi in grado di recitare una tirata di Euripide venissero rilasciati.
Verso il 408 a.C., sfiduciato per alcuni insuccessi, Euripide si ritirava a Magnesia, poi in Macedonia, alla corte di Archelao, dove sarebbe morto, si dice, sbranato dai cani (ma la notizia è quantomeno dubbia) o ucciso da alcune donne mentre, di notte, si stava recando dall'amante di Archelao, Cratero.
Solo dopo la sua morte gli ateniesi gli dedicarono nel 330 a.C. una statua di bronzo nel teatro di Dioniso.

## Tragedie

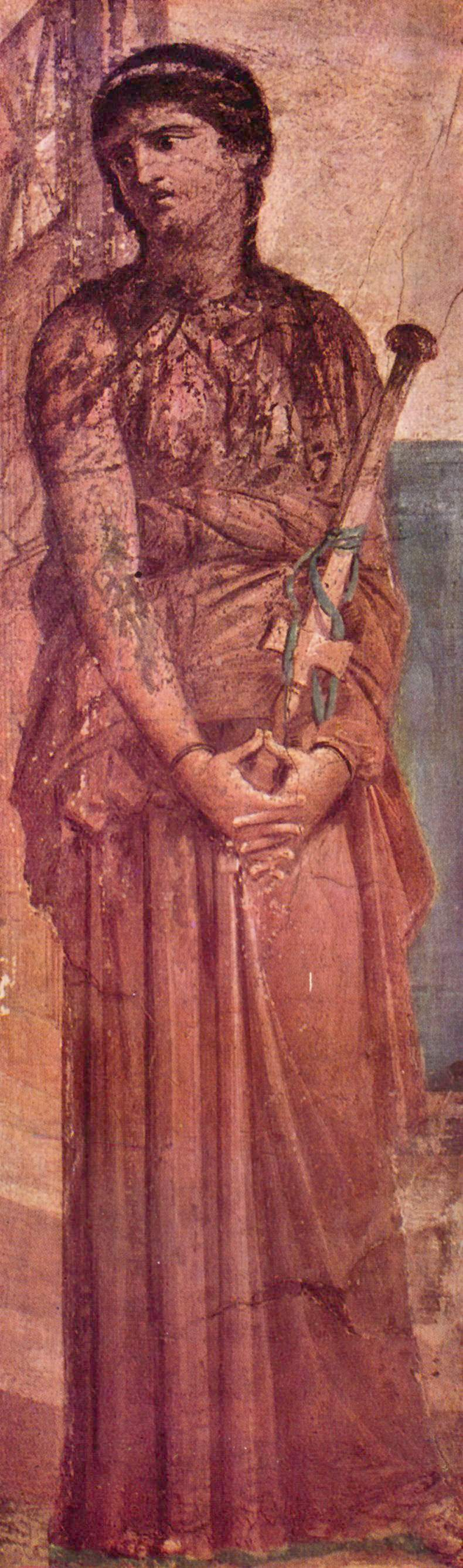
Affresco raffigurante Medea

Delle 92 opere attribuite in antichità ad Euripide, ce ne sono giunte integre solo 19 (18 tragedie e 1 dramma satiresco): Alcesti (438 a.C.); Medea (431 a.C.); Ippolito (428 a.C.); Gli Eraclidi (fra il 430 e il 427 a.C.); Andromaca (fra il 429 e il 425 a.C.); Ecuba (424 a.C.); Le Supplici (422 a.C.); Eracle (415 a.C.); Le Troiane (415 a.C.); Elettra (413 a.C.); Ifigenia in Tauride (413 a.C.); Elena (412 a.C.); Ione (forse del 412 a.C.); Le Fenicie (fra il 411 e il 409 a.C.); Oreste (408 a.C.); Ifigenia in Aulide (405 a.C.); Le Baccanti (405 a.C.); il Ciclope, l'unico dramma satiresco giuntoci integro dall'antichità, di datazione molto incerta, forse del 427 a.C. (?), e il Reso, una tragedia di scarso valore, scritta probabilmente da un imitatore nel IV secolo a.C.

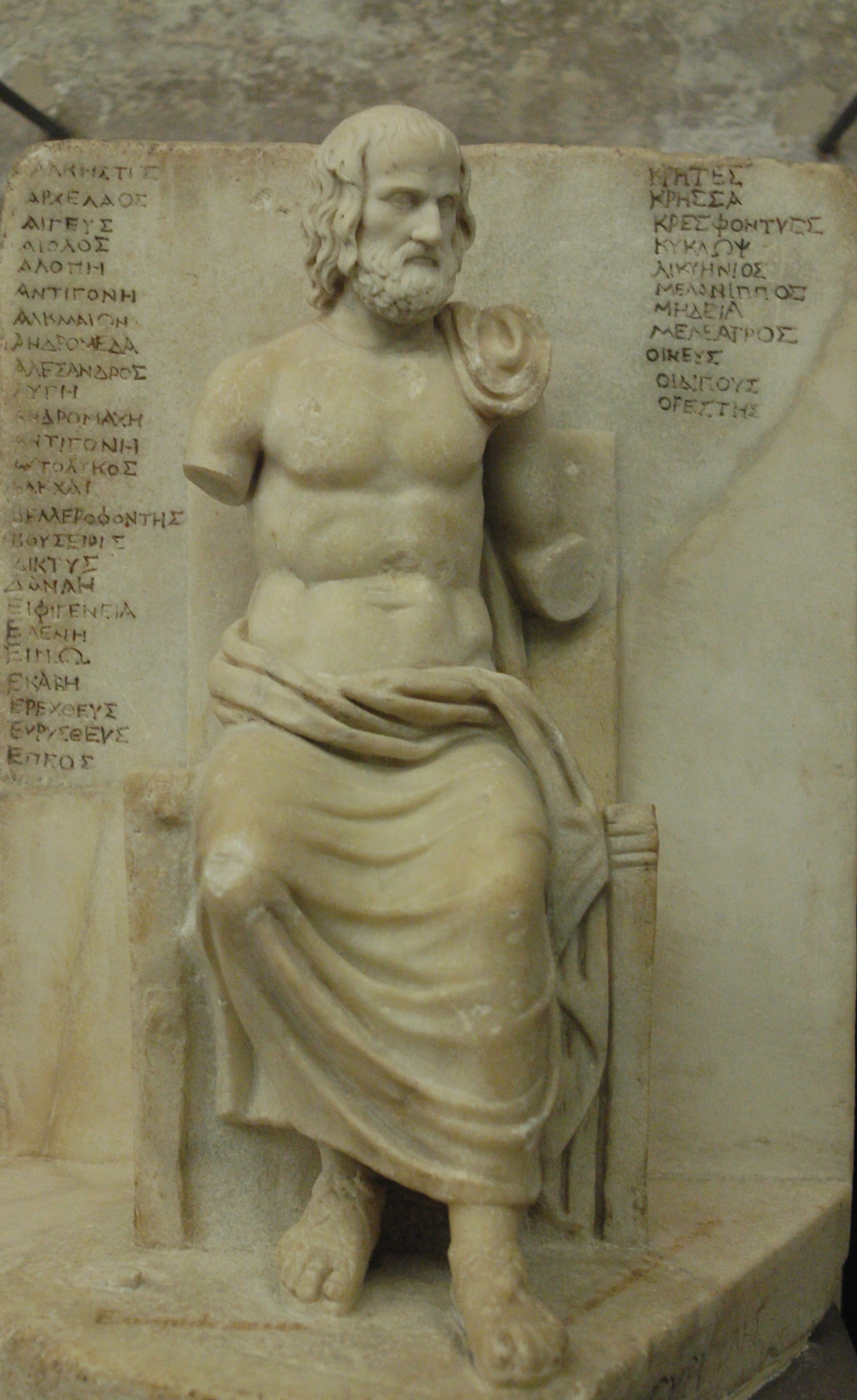
Statua raffigurante Euripide, Museo del Louvre

Euripide mise in scena le sue tragedie nella seconda metà del quinto secolo (la prima da noi conosciuta, benché appartenente a una fase già matura della sua produzione, è l'Alcesti del 438; l'ultima Le Baccanti, messe in scena postume nel 403). Agli inizi del IV secolo a.C. erano conservate dunque in Atene tutte le opere del poeta di Salamina (come attestato dalla Suda e dal Bios kai genos premesso ad alcuni manoscritti): novantadue tragedie facenti parte di ventitré tetralogie. L'oratore ateniese Licurgo impose, alla fine del IV secolo a.C., che le compagnie teatrali si attenessero ai testi ufficiali: ciò conferma l'esistenza di veri e propri archivi dei testi scenici.
Un secolo e mezzo più tardi sopravvivono settantacinque tragedie, compresi otto drammi satireschi, e altre tre tragedie sicuramente spurie (Tenne, Radamanto, Piritoo): è sulla base di questo materiale che i filologi alessandrini approntarono (nello specifico Aristofane di Bisanzio), alla metà del III secolo, le proprie edizioni critiche, dotate di suddivisione colometrica, di commenti (generalmente su volume separato) e di hypotheseis (argumenta), cioè brevi premesse con il nome della tragedia e dell'autore, l'anno – se conosciuto – di messa in scena, il risultato dell'agone e il nome delle altre tragedie della serie. Aristofane di Bisanzio, nell'ipotesi della Medea, ammette che il dramma satiresco della tetralogia corrispondente non si è conservato. Probabilmente è in questa fase che vengono spezzate le tetralogie a favore di edizioni in ordine alfabetico (di cui il manoscritto Laurenziano di Demetrio Triclinio sarebbe, in definitiva, l'ultimo erede).
Durante l'età imperiale si procede ad una riorganizzazione del materiale ereditato dall'ellenismo, riducendo gli imponenti commenti a scoli o note a margine (quelli della Medea sono attribuiti a Didimo, di età augusta, e a Dionigi, posteriore a Didimo ma non facilmente identificabile), o, eventualmente, di glosse interlineari.
Ancora nel 1160 Giovanni Tzetzes dichiarava di aver letto cinquantaquattro tragedie di Euripide. Poi la IV Crociata e la presa di Costantinopoli determinarono l'incendio e il saccheggio della città, permettendo la sopravvivenza di una minima parte della tradizione classica ivi conservata.
La tradizione manoscritta euripidea, all'epoca della caduta di Bisanzio (1453), si divide in due rami: da un lato i codici di uso “scolastico” (corredati di scolî), suddivisi in gruppi di quattro o tre tragedie (Andromaca, Alcesti, Ippolito e Medea oppure Ecuba, Oreste e Fenicie, ed eventualmente Baccanti, Troiane e Reso); dall'altro altre nove tragedie, con iniziale appartenente al gruppo E H I K (i cosiddetti "drammi alfabetici"), individuabili sul manoscritto Laurenziano L 32, composto entro il 1320 dal dotto bizantino Demetrio Triclinio e solitamente noto agli studiosi con la sigla L. Questo manoscritto comprende anche tutte le altre tragedie del canone scolastico (con l'eccezione delle Troiane). Da questa copia di lavoro sarebbe stato tratto un volume più prezioso, il Vaticano Palatino greco 287 (P) (ma sui rapporti tra L e P il dibattito è ancora aperto).
Comunque, a parte le 19 tragedie giunteci, abbiamo frammenti consistenti, tra citazioni e papiri, di: Alessandro (415 a.C., rappresentato con le Troiane); Andromeda (circa 412 a.C.); Antiope (data sconosciuta); Bellerofonte (data sconosciuta); Cresfonte (data sconosciuta); Eretteo (422 a.C.); Fetonte (circa 420 a.C.); I cretesi (intorno al 435 a.C.); Filottete (prima del 431 a.C.); Ipsipile (circa 410 a.C.); Meleagro (circa 416-414); Palamede (415 a.C., era il secondo dramma della cosiddetta "Trilogia Troiana", formata da Alessandro, Palamede e Troiane, più il dramma satiresco Sisifo. Euripide ottenne il secondo posto, dietro Senocle); Telefo (438 a.C., rappresentato con l'Alcesti).

## Il mondo poetico e concettuale di Euripide

### Le innovazioni tecniche e stilistiche

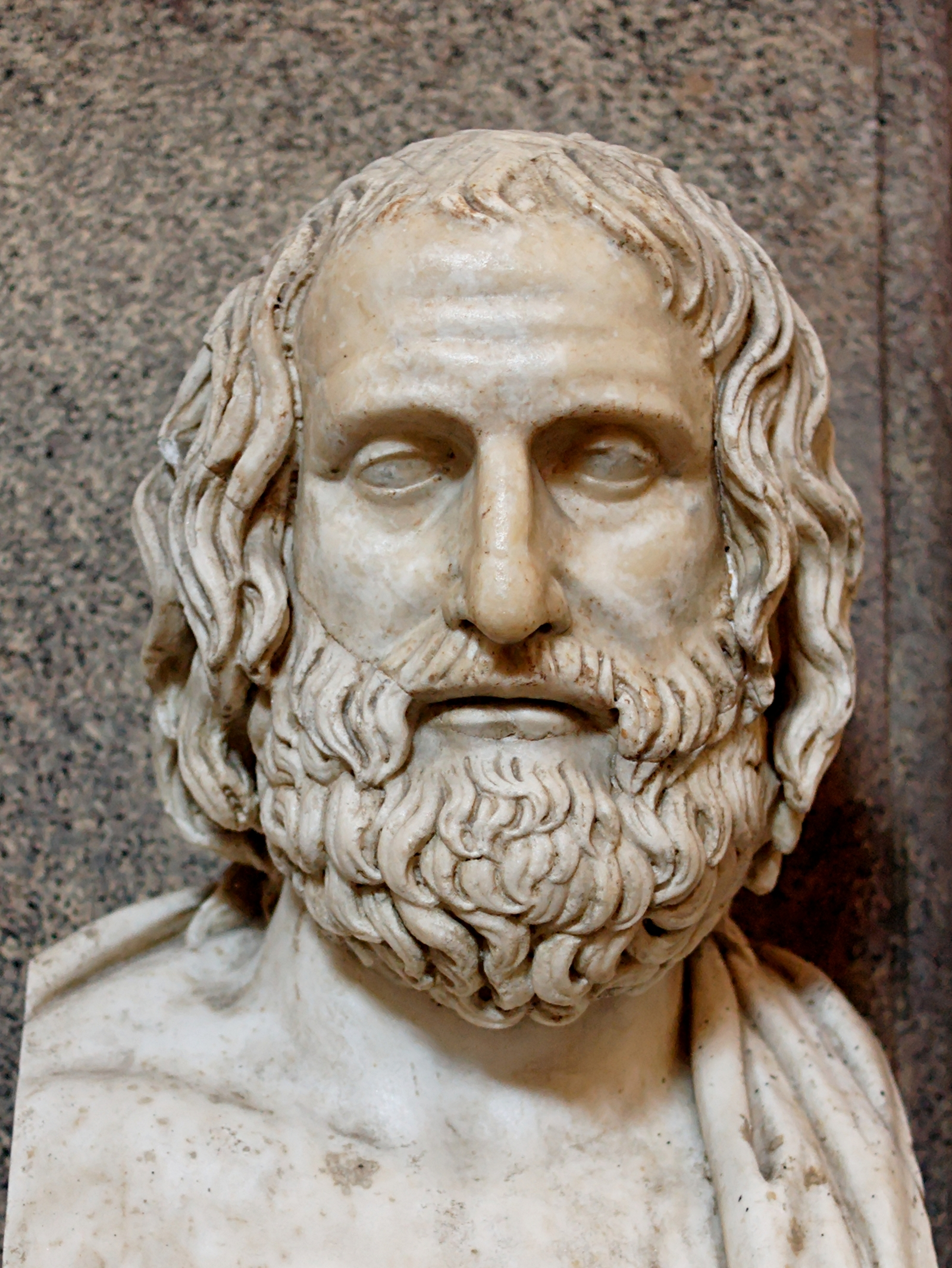
Busto di Euripide al Museo Pio-Clementino (Roma)

Le peculiarità che distinguono le tragedie euripidee da quelle degli altri due drammaturghi sono, da un lato, la ricerca di sperimentazione tecnica attuata da Euripide in quasi tutte le sue opere e, dall'altro, la maggiore attenzione che egli presta alla descrizione dei sentimenti, di cui analizza l'evoluzione che segue il mutare degli eventi narrati.
La struttura della tragedia euripidea è molto più variegata e ricca di novità rispetto al passato, soprattutto per effetto di nuove soluzioni drammatiche, per un maggiore utilizzo del deus ex machina, in particolare nelle tragedie più tarde, e per la progressiva svalutazione del ruolo drammatico del coro, che tende ad assumere una funzione di pausa nell'azione. Anche lo stile risente della ricerca euripidea di rompere con la tradizione, mediante l'inserimento di parti dialettiche per allentare la tensione drammatica e l'alternanza delle modalità narrative.

### L'eroe euripideo
La novità assoluta del teatro euripideo è comunque rappresentata dal realismo con il quale il drammaturgo tratteggia le dinamiche psicologiche dei suoi personaggi. L'eroe descritto nelle sue tragedie non è più il risoluto protagonista dei drammi di Eschilo e di Sofocle, ma sovente una persona problematica ed insicura, non priva di conflitti interiori, le cui motivazioni inconsce vengono portate alla luce ed analizzate.
Proprio lo sgretolamento del tradizionale modello eroico porta alla ribalta del teatro euripideo le figure femminili. Euripide però dava delle connotazioni negative a queste donne, infatti molti studiosi delle sue opere, lo definirono "misogino" (cioè colui che odia le donne), mentre altri pensavano che lui considerasse le donne perfette, e con questi testi voleva riuscire a trovare quel poco di peccatrice che c'è in loro. Le protagoniste dei drammi, come Andromaca, Fedra e Medea, sono le nuove figure tragiche di Euripide, il quale ne tratteggia sapientemente la tormentata sensibilità e le pulsioni irrazionali che si scontrano con il mondo della ragione.
Euripide espresse le contraddizioni di una società che stava cambiando: nelle sue tragedie spesso le motivazioni personali entrano in profondo contrasto con le esigenze del potere e con i vecchi valori fondanti della polis. Il personaggio di Medea, ad esempio, arriva a uccidere i propri figli pur di non sottostare al matrimonio di convenienza di Giasone con Glauce, figlia di Creonte re di Corinto. Aristofane, il maestro riconosciuto della commedia, ci offre ne Le rane la cronaca del tempo riguardo alla disputa fra i tragediografi, e del pubblico che parteggiava per l'uno o per l'altro, presentando Euripide come un rozzo portatore di nuovi costumi.
Il teatro di Euripide va, dunque, considerato come un vero e proprio laboratorio politico, non chiuso in se stesso ma, al contrario, affine ai mutamenti della storia fino all'accettazione ultima del regno di Macedonia.
Esiste un rapporto tra il pensiero euripideo e i filosofi della sofistica, soprattutto per quanto riguarda i temi trattati nei drammi: l'educazione dei cittadini, il rapporto fra νόμος (nómos = legge) e φύσις (phýsis = natura), ma anche per un certo intellettualismo presente nei dialoghi dei personaggi, i quali talora discutono di tematiche generali che non sembrano attinenti alla trama. Il codice etico aristocratico viene sovvertito. La produzione euripidea prevede una prima fase di cosiddetto nazionalismo cittadino, in cui l'autore fa vedere la fiducia nella politica espansionistica di Pericle, e una seconda fase di nazionalismo etico, in cui emerge invece il confronto fra grecità e mondo barbaro.

### L'indagine dei caratteri
Se il pubblico dei contemporanei aveva faticato ad accettare alcuni aspetti di rottura di Euripide con la tradizione (ad esempio la sua visione della divinità tradizionale), il pubblico già del secolo successivo apprezza molto quell’indagine dei caratteri (caratteristica primaria in Euripide), nel momento in cui il IV sec. anche in filosofia si propone l’indagine di carattere (Teofrasto scrive I caratteri). E questo fa sì che Euripide venga sentito come un apripista in questo senso.
Nell’indagine psicologica dei suoi personaggi Euripide dedica grande attenzione alle fasce più escluse: le donne, che risultavano pressoché assenti nella tragedia eschilea se non consideriamo il personaggio di Clitemnestra nell'Agamennone; avevano una presenza già significativa in Sofocle (le cui eroine spesso danno il nome alla tragedia), ma non ancora al livello che assegnerà loro Euripide. Ci sono anche altre fasce di esclusi prese in considerazione, per esempio stranieri o servi di vario livello, ai quali viene conferita un’attenzione sconosciuta agli autori precedenti. Naturalmente in una considerazione di questo genere per le fasce deboli sono presenti tra le donne, gli stranieri, i servi anche gli sconfitti (che saranno anche donne nella rivisitazione in chiave femminile del mito troiano).

## Ritrovamenti del 2022
Un importante frammento di papiro contenente versi in greco antico ha rivelato parte di due opere finora perdute del tragediografo Euripide, "Poliido" e "Ino", precedentemente note solo attraverso citazioni di autori successivi. Questi drammi, caratterizzati da figure femminili di grande profondità psicologica, rafforzano la reputazione di Euripide come attento indagatore dell'universo femminile e promotore del ruolo delle donne.
Il frammento, considerato uno dei più importanti testi euripidei scoperti, è stato identificato grazie al lavoro degli studiosi Yvona Trnka-Amrhein e John Gibert, col supporto dell'archeologo Basem Gehad. Il testo, datato al III secolo d.C., proviene dal sito di Filadelfia, nell'oasi del Fayum, in Egitto. Recuperato all'interno della tomba di un bambino, è stato analizzato utilizzando il Thesaurus Linguae Graecae, un database digitale di testi greci antichi.

### Ino
Nell'opera Ino di Euripide, la protagonista è rappresentata in modo complesso e nobilitante, contrariamente alla versione canonica del mito che la descrive come una matrigna crudele. Ino, zia del dio Dioniso e membro della famiglia reale di Tebe, viene ritratta in frammenti precedenti come spietata e intenzionata a uccidere i figli del marito per vendetta. Tuttavia, un nuovo frammento di papiro cambia la trama: Ino non è più la matrigna malvagia, ma la vittima, mentre un'altra donna compie l'omicidio e si suicida. In questa nuova versione, Ino è presentata come un'eroina positiva, guidata da amore e equilibrio, offrendo un ritratto più profondo del personaggio.

### Poliido
Il dramma Poliido di Euripide, rivelato dal nuovo frammento di papiro, si basa su un antico mito cretese. La trama ruota attorno alla richiesta del re Minosse e della regina Pasifae, noti per il mito del Minotauro, all'indovino Poliido affinché resusciti il loro figlio Glauco, annegato in una vasca di miele. Poliido riesce a riportare in vita il ragazzo grazie a un'erba utilizzata da un serpente per rianimare un suo simile. Oltre alla risoluzione del mito con un lieto fine, il frammento introduce una riflessione sulla liceità della resurrezione, tema trattato da Euripide con razionalità filosofica, come in altre sue opere, tra cui l’Alcesti. Questo elemento, centrale in molte culture, viene esplorato con la profondità tipica del tragediografo, influenzato dalla filosofia sofistica.